# Kasfjord
Kasfjord é uma aldeia no município de Harstad no condado de Troms, na Noruega. A aldeia está localizada no final do Kasfjorden no lado norte da ilha de Hinnøya, a cerca de 10 quilômetros (6,2 mi) a oeste da cidade de Harstad e cerca de12 quilômetros (7,5 mi) de sul de Elgsnes. O lago Kasfjordvannet está localizado ao longo do lado leste da aldeia. A aldeia de 0.34 quilómetros quadrados (84 hectares) tem uma população (em 2011) de 252 pessoas. A densidade populacional é de 741 habitantes/km² (1 900 /sq mi) mi.